# Вторая осада Месолонгиона
Вторая осада Месолонгиона (греч. Δεύτερη πολιορκία του Μεσολογγίου) — одно из сражений Освободительной войны Греции 1821−1829 годов. Осада греческого города Месолонгион была предпринята османами в конце 1823 года после мобилизации турецко-албанских войск из областей Шкодер, северная Албания и Эпир.

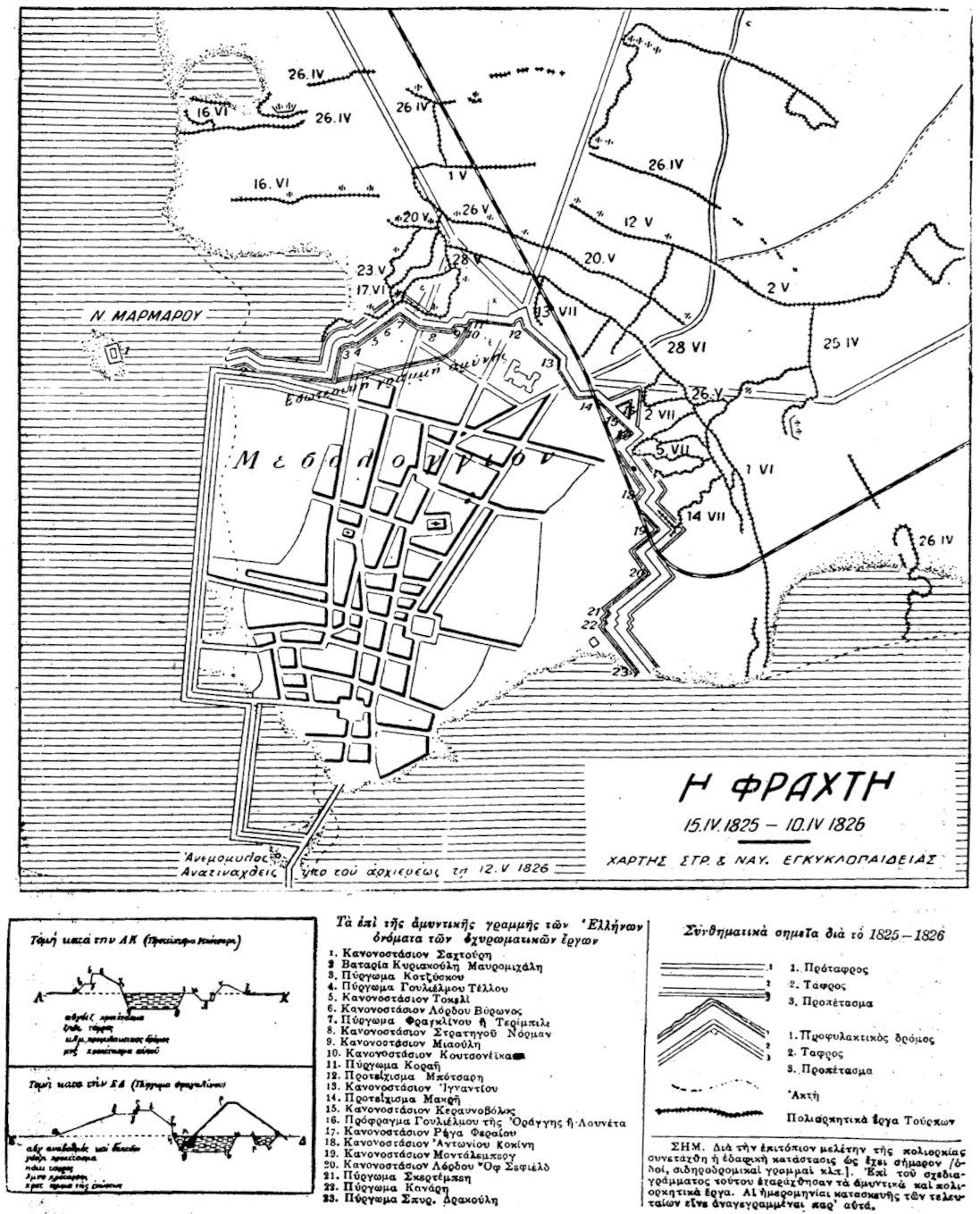
Осада Месолонгиона

## Предыстория
В декабре 1822 года османские войска не сумели взять город Месолонгион, расположенный на западе Средней Греции. Султан обязал Мустаи-пашу из северной Албании выступить против греческих повстанцев и взять город. Мустаи-паша выступил из Шкодера с 15 тысячами, а Омер-вриони из города Арта с 6 тысячами турок и албанцев. Греческий военачальник Маркос Боцарис своим дерзким ночным налетом на турецкий лагерь попытался прервать этот турецкий поход. Османские войска понесли тяжелые потери, но и сам Боцарис был убит в этом бою.

## Бой у горы Калиакуда
После гибели Маркоса Боцариса командование над сулиотами принял Дзавелас Зигурис. Вместе с другими военачальниками он расположился на перевале горы Калиакуда (высота 2100 м), самой высокой горы нома Эвритания. С подкреплениями в 400 бойцов, прибывшими с полуострова Пелопоннес под командованием военачальника Родопулоса, общее количество греков достигло 2 тысячи бойцов. Позиция была сильной. На прикрытие тропинки, что выводила в тыл греческих позиций, была послана маленькая группа, под командованием военачальника Садимаса.
Мустаи-паша, собрав свои силы после битвы при Карпениси, появился перед греческими позициями 28 августа. Три турецкие атаки не имели успеха. 
На следующее утро на греческие позиции с тыла вышли 400 мирдитов (албанцев-католиков). Метаксас в своих мемуарах прямо обвиняет Садимаса, что турки купили его, и он пропустил их через тропинку, которую он должен был охранять. Греки были окружены и стали прорываться. При прорыве погибло 200 повстанцев. Среди них Дзавелас Зигурис. Дорога на Месолонгион была открыта для Мустаи-паши.

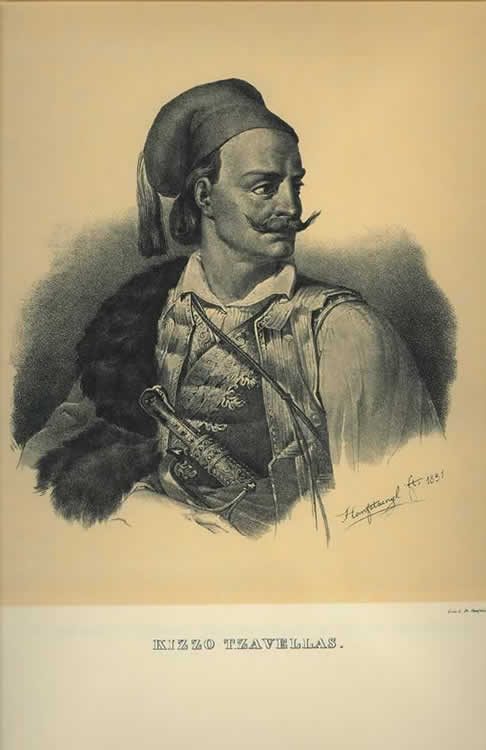
Кицос Дзавелас

## Бой при Этоликоне
Назначенный правительством эпарх (правитель) западной Средней Греции Константинос Метаксас сумел убедить военачальников Тзавеласа Рангоса, Искоса и Боцариса запереться со своими отрядами за городской стеной. В общей сложности их численность была 3500 бойцов.
20 сентября армия Мустаи появилась перед Месолонгионом. Осажденные приготовились к бою. К их удивлению, Мустаи не стал атаковать сам Месолонгион, а разбил лагерь напротив рыбацкого городка Этоликон (2 тысячи жителей), расположенного на островке в лагуне. Это решение Мустаи необъяснимо и по сегодняшний день. Присутствие турецкой эскадры Хосрефа-паши за лагуной никоим образом не могло ему помочь в взятии Этоликон, поскольку только лодки-плоскодонки были пригодны для этой цели.
Этоликон защищали 500 бойцов под командованием сулиота Кицоса Костаса. Турки установили пушки на берегу и 5 октября открыли огонь по островку. Греки, имея свободный доступ к островку, на лодках переправили из Месолонгиона шесть пушек. Командовал ими вернувшийся из Западной Европы для участия в освободительной войне инженер Михаил Коккинис. Под руководством Коккиниса греческие пушки накрыли огнём турецкие, которые, понеся потери,  прекратили огонь, а затем их отвели из-под обстрела. Попытка турок установить пушки на плоскодонки и атаковать Этоликон не удалась, поскольку грекам удалось сжечь их.

## Продолжение осады
17 ноября Кицос Дзавелас с 250 сулиотами и 50 горожанами устроил засаду в Скали, где перехватил турецкий обоз. 130 турок были убиты. Трофеи, включая 40 коней, были переправлены в Месолонгион.
Вскоре в лагерях Мустаи-паши и Омер-вриони стала остро ощущаться нехватка продовольствия, начались болезни. 30 ноября, через 70 дней после начала осады, турки сняли её и вернулись: Омер-вриони в Арту, а Мустаи-паша к себе в Шкодер.
С начала этой экспедиции и до снятия блокады турецко-албанское войско потерял убитыми 4 тысячи человек. До самого конца войны «греки» северной Албании будут избегать участие в войне против восставшей Греции.

## Результаты
Месолонгион выстоял второй раз и остался центром революции на западе Средней Греции. Лорд Байрон прибыл в город сразу после второй осады и умер здесь в апреле 1824 года.
В 1825 году объединённые турецко-египетские войска приступят к третьей осаде города, и после года обороны её защитники в апреле 1826 года совершат прорыв.